# What Dreams Are Made Of
«What Dreams Are Made Of» — пісня, написана Діном Пітчфордом та Меттью Вайлдером для кінокомедії Кіно про Ліззі Макгвайр (2003). Пісня увійшла у альбом саундтреків фільму — «Кіно про Ліззі Макгвайр: Саундтреки». У фільмі ця пісня мала дві версії: першою була балада, виконана Пауло й Ізабеллою, друга — версія Ліззі Макгвайр.
В Сполучених Штатах версія Ліззі Макгвайр була часто поставленою в ефірах радіостанції Radio Disney, хоча на той час Дісней і Дафф хотіли розірвати спільну роботу. Згодом до пісні вийшов відеокліп, в якому показували уривки із фільму. The Village Voice дав пісні позитивну оцінку; The News Tribune написав негативний відгук щодо неї. Lowell Sun написав, що версія Паула й Ізабелли мала називатись «This Is What Nightmares Are Made Of», тому що ця пісня "нагадувала мігрень".
У 2004 пісню додали до альбому «Superstar Kidz 2 ».